# Diamesa insignipes
Diamesa insignipes är en tvåvingeart som beskrevs av Jean-Jacques Kieffer 1908. Diamesa insignipes ingår i släktet Diamesa och familjen fjädermyggor. Arten har ej påträffats i Sverige. Inga underarter finns listade i Catalogue of Life.